# هانی الحسن
هانی الحسن (عربی: هاني الحسن؛ زاده: ۱۹۳۹ – درگذشته: ۶ ژوئیه ۲۰۱۲) یک سیاستمدار فلسطینی بود که اولین رهبر و بنیان‌گذار جنبش فتح بشمار می‌رود.

## زندگی‌نامه
وی در حیفا از یک خانواده فلسطینی طبقه متوسط و مذهبی به دنیا آمد.
پدرش «سعید الحسن» عضو گروه‌های فدایی بود که «شیخ عزالدین القسام» آن‌ها را بنیان‌گذاری کرده بود.
هانی الحسن مهندسی را در آلمان خواند و در روسیه مدرک تحصیلی در رسانه‌های گروهی را به‌دست آورد
و در سال ۱۹۹۵ به غزه بازگشت و رئیس روابط خارجی در جنبش فتح و مشاور سیاسی یاسر عرفات شد.

## فعالیت‌ها
هانی الحسن مسئولیت‌های زیادی را در جنبش آزادی ملی فلسطین (فتح) به رهبری عرفات بر عهده داشت که آخرین آن نایب رئیس کمیته مرکزی و مذاکره‌کننده روابط خارجی بود.
وی به عنوان مسئول بسیج نیرو و تشکیلات فتح برای «بازسازی وضعیت درونی» تعیین شده بود و از روابط قوی با تشکیلات جنبش فتح و رهبران و کادرهای رزمنده این جنبش در اراضی فلسطین برخوردار بود.
برای مدتهای طولانی مشاور یاسر عرفات در امور سیاسی و استراتژی بود.
در سال ۲۰۰۲ هانی الحسن سرپرست وزرات کشور شد و در این مسئولیت وی سه ارگان امنیتی فلسطینی را تبدیل به یک ارگان کرد.
هانی الحسن به مرد ماموریت‌های سری و دارای روابط قوی بین‌المللی و عربی خوبی مشهور بود.
وی در دوره‌های مهم و اصلی در مسایل حساس و مهم مسئولیت‌هایی بعهده گرفت که تأثیرات خودش را در آرمان فلسطینیان گذاشته‌است.
وی رهبری مذاکره با نماینده ویژه آمریکا «فیلیپ حبیب» در سال ۱۹۸۲ را برعهده داشت که منجر به خروج سازمان آزادیبخش از لبنان شد. همچنین در لبنان نقش بسزایی در مأموریت سنگینی که بر عهده داشت بازی کرد.
وی فرستاده یاسر عرفات نزد احزاب لبنانی مارونی بود و توانست با حافظ اسد ریس جمهور قبلی سوریه مذاکراتی را در اوج بحران لبنان و تیرگی روابط سوریه و فلسطین داشته باشد.
او اولین سفیر سازمان آزادیبخش فلسطین در سال ۱۹۷۹ در ایران شد. وی مأموریت جنبش فتح را در اروپا بعهده گرفت و سپس نماینده سازمان آزادیبخش در پایتخت اردن در دهه هفتاد و اوایل دهه هشتاد بود.
همچنین وی ریاست کمیته فرانسوی فلسطینی در سال‌های ۱۹۸۶ و ۱۹۹۲را برعهده داشت و نقش مهمی را در رابطه با عربستان سعودی و کمیته مصری فلسطینی داشت.
علیرغم اینکه وی مخالف توافقنامه اسلو بود ولی از گفتگو اسراییلی و فلسطینی حمایت می‌کرد و در دیدارهای سری فلسطینی اسراییلی در سال ۱۹۸۶ شرکت کرد.